# Múlakvísl
Die Múlakvísl ist ein Fluss im Süden von Island im Westen der Ebene des Mýrdalssandur.

## Gletscherfluss
Bei ihr handelt es sich um einen Gletscherfluss, der sein Wasser aus dem Mýrdalsjökull, vor allem über dessen Gletscherzunge Kötlujökull bezieht.
Seine Fluten sind meist von grau-brauner Farbe, da er viel Sedimente mitschleppt.
Am Selfjall, ca. 10 km östlich des Ortes Vík í Mýrdal führt die Ringstraße  auf einer Brücke über die Múlakvísl. 

## Gletscherläufe
Da wachsende Wassermengen dieses Flusses ein wichtiger Indikator für bevorstehende Vulkaneruptionen der Katla sind, wird er sehr genau überwacht.

### 1955
Der Vorgänger der Brücke wurde 1955 bei einem Gletscherlauf mit 2500 m³/s Wasser hinweggerissen.
Dabei hatte sich über der Kötlugjá, der 1918 entstandenen Spalte in der Caldera des Vulkans Katla, ein Kessel im Gletscher gebildet.
Dies zeigte vulkanische Aktivitäten unter dem Gletscher an, die wiederum den Gletscherlauf initiierten.
Es kam allerdings 1955 nicht zu einem richtigen Ausbruch.

### Juli 2011
Am 9. Juli 2011 kam es erneut zu einem Gletscherlauf, der sich bereits Stunden und Tage zuvor in Serien von Beben in bis zu zehn Kilometern Tiefe in der Katla-Region angekündigt hatte. Es ereignete sich ein kleiner Vulkanausbruch unter dem Gletscher ähnlich wie 1955.
Der Gletscherlauf zerstörte wieder die erst gut 20 Jahre alte Brücke der Ringstraße an der Múlakvísl.
Aufgrund einer Gletscherlaufswarnung durch ein Wasserpegel-Frühwarnsystem wurde die Straße bereits etwa eine Stunde vor der Zerstörung der Brücke für den Verkehr gesperrt, so dass niemand zu Schaden kam.
Am 11. Juli 2011 hatte sich der Tremor unter der Kalta wieder beruhigt.
Am 15. Juli 2011 konnten 1.500 Personen mit Hilfe von Spezialfahrzeugen über die Múlakvísl transportiert werden, am 16. Juli wurde eine inzwischen fertiggestellte Behelfsbrücke über den Fluss in Betrieb genommen.